# 阎定础
阎定础（1907年—2005年），山西祁县贾令镇人。中华人民共和国政治人物。

## 生平
1926年冬，加入中国国民党。曾任三区筹委会委员、祁县农民协会筹备委员会委员。1927年，加入中国共产党。毕业于祁县第二高级小学。任祁县乔家堡党支部书记；8月参与组建中共祁县县委，任共青团祁县县委书记。1928年2月，以共产党嫌疑被捕，押解国民党山西省党部，经刑讯拷打，后转山西自新院，次年8月获释。1931年2月，在太原恢复组织关系，旋返祁县恢复重建党的组织；6月，建立中共祁县县委，任书记。1932年冬，领导发动晋益纱厂工人罢工。抗日战争初期，任榆次县牺盟特派员，武装晋华纱厂工人抗日；11月，编人秦、赖游击第二支队，任支队政委。1938年1月，调任中共榆次县委书记。后任中共辽县县委书记、山西青年抗敌决死纵队第一纵队团政治部主任、太岳军区政治部保卫部部长、太岳区党委委员、社会部部长。中华人民共和国成立后，历任山西省公安厅副厅长，公安部人事局副局长，经济保卫局副局长，财贸保卫局局长，浙江省高级人民检察院检察长，东北局监察组副组长。曾任辽宁省政协第四届委员会副主席。1980年12月政协山西省四届三次会议增选第四届委员会副主席。2005年因病逝世。